# 徐壽輝
徐壽輝（1320年—1360年），一名真一，又作真逸、贞一。羅田縣多雲鄉上五堡（今屬湖北）人，元末长江中上游红巾军领袖，建國號宋（一说为天完），後遭部將陳友諒殺害。

## 生平

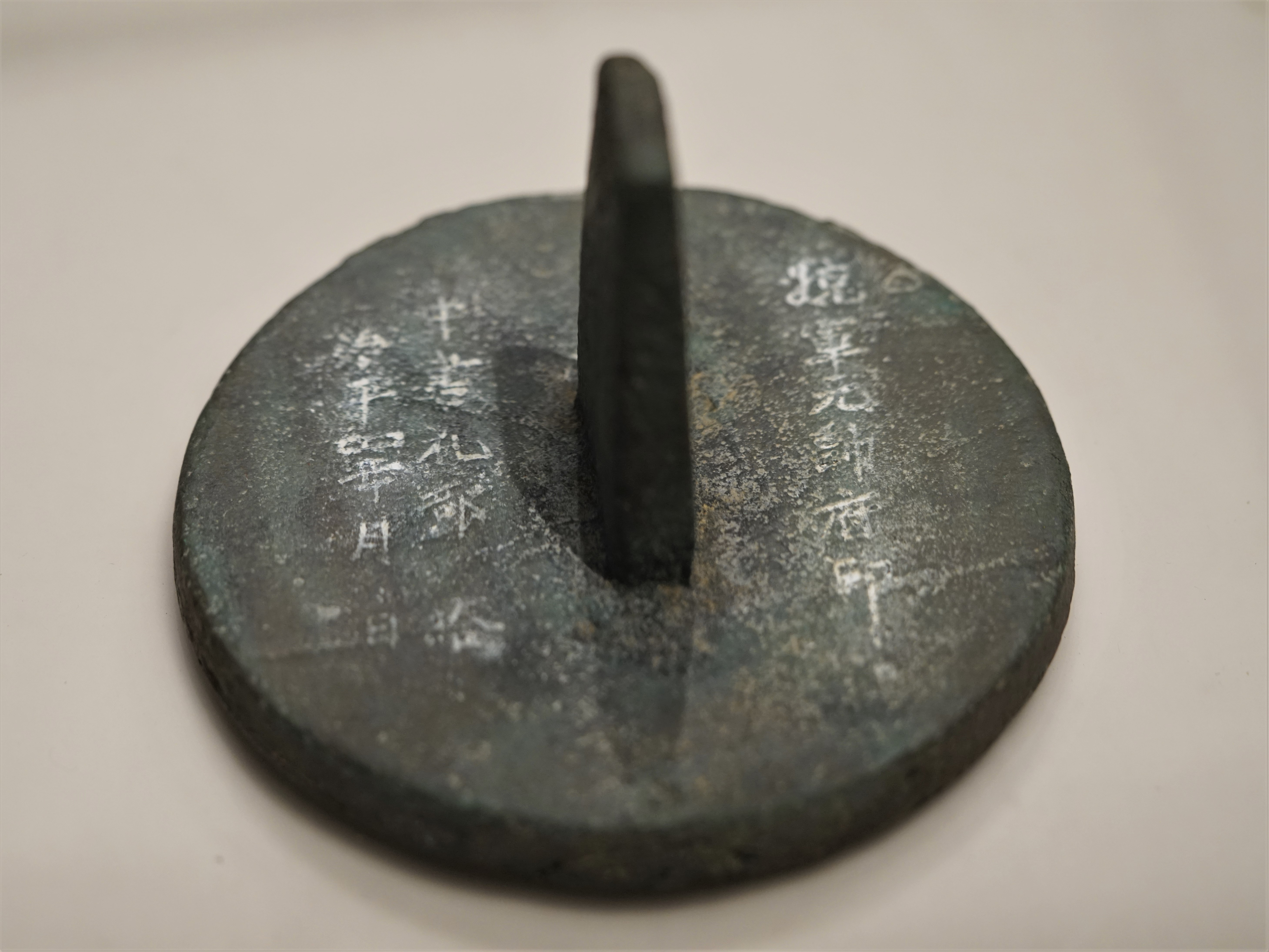
徐寿辉元帅府印。

出身布販，常被元朝的官吏勒索，至正十一年（1351年）八月，参加彭瑩玉、鄒普勝等在蘄州（今湖北蘄春南）的起事，以“彌勒佛下生”等口號發動群眾，以紅巾為號，稱紅巾軍。
十月，红巾军攻克蘄水（今湖北浠水），據此建國，徐壽輝被拥举为帝，國號宋，年號治平。以鄒普勝為太師，倪文俊為領軍元帥，置統軍元帥府、中書省、樞密院、中央六部，有丁普郎、楊普雄、項普略、況普天、歐普祥、陳普文、趙普勝、傅友德等悍將。
至正十三年（1353年）底，元廷圍剿徐壽輝，蘄水失陷，彭瑩玉戰死，徐壽輝等避入黃梅山及沔陽湖中，後重新取得江西、湖南。至正十六年（1356年）正月，遷都漢陽（今武漢漢陽）。
此時徐壽輝受丞相倪文俊架空，早已虛有帝名。至正十七年（1357年）九月，倪文俊謀殺徐壽輝未成，逃奔黃州（今湖北黃岡市黄州区），陳友諒乘機襲殺倪文俊，連克江西、福建諸地，實權轉歸陳友諒。
徐壽輝聽聞江西首府龍興府（今江西南昌）已經被攻陷，希望遷都龍興府，以龍興為根據地。陳友諒害怕徐壽輝在江南威脅到自己，不同意徐壽輝南遷，徐壽輝不得已而止。不久，徐壽輝仍打算遷都龍興府，陳友諒再遣使制止，徐壽輝不聽，並從漢陽引兵出發，遷都龍興府。十二月，徐壽輝部到達江州，陳友諒假意迎合，待壽輝部入城後伏發，殺盡部將，惟存徐壽輝一人。於是，陳友諒自稱漢王，挾持徐壽輝遷都江州（今九江）。
至正二十年（1360年），陳友諒挾持徐壽輝進攻太平路。閏五月三日戊午，陳友諒邀請徐壽輝至太平路石（今安徽馬鞍山）附近五通神廟拜神，命死士刺殺徐壽輝，以鐵撾擊碎徐壽輝首級。隨後陳友諒自立為帝，國號漢，年號大義。
至正二十一年（1361年）十月，明玉珍在重慶即位，追谥应天启运献武皇帝，庙号世宗。

## 延伸阅读
[在维基数据编辑]
 《新元史/卷226》，出自柯劭忞《新元史》